# XRCD
XRCD(Extended Resolution Compact Disc)는 JVC 특허의 마스터링, 제조 공정으로, 레드북 콤팩트 디스크(CD)를 생산하기 위해 사용된다. 1995년 처음 선보였다.
XRCD의 가격은 정규 가격 CD 대비 가격이 2배나 높다. JVC는 이를 고품질의 마스터링과 제조로 인한 더 높은 비용 탓으로 돌렸다.
16비트, 44.1 kHz로 인코딩되므로 XRCD는 콤팩트 디스크 플레이어에서 재생이 가능하다.
JVC는 고급 디더링 알고리즘(노이즈 셰이핑 없이)을 자사의 K2 기술에 사용하여 아날로그나 디지털 소스를 물리 디스크에 전송한다.

## 같이 보기
- 다이렉트 스트림 디지털
- 슈퍼 오디오 CD